# Biblioteca Marciana
De Biblioteca Nazionale Marciana is een bibliotheek in Venetië. Het is een van de oudste bibliotheken in Italië en ze herbergt een van de grootste collecties van klassieke teksten in de wereld.
De bibliotheek is genoemd naar de patroonheilige van de stad, Marcus de evangelist, en wordt ook Biblioteca Marciana, Biblioteca di San Marco, Libreria Marciana, Libreria Sansoviniana, Libreria Vecchia ('oude bibliotheek') of Libreria di San Marco genoemd. Ze ligt aan de Piazza San Marco tussen de Campanile van de San Marco-basiliek en de kade bij de monding van het Canal Grande in de Baai van San Marco. Ernaast staat de Zecca, de vroegere munt van Venetië. In 1904 werd de Zecca in de bibliotheek opgenomen.

## Geschiedenis

### Het gebouw
Het gebouw is een ontwerp van Jacopo Sansovino die in 1537 de opdracht kreeg van de procuratoren van de San Marco om een nieuwe administratieve zetel voor hen te bouwen waarvan de bovenverdieping zou gebruikt worden voor de bibliotheek.
Op de begane grond is een lange loggia met Dorische zuilen, bekroond met een Dorische fries versierd met trigliefen en metopen. Hier zijn winkels en horecagelegenheden gevestigd. De gevel van de bovenverdieping is een Ionische arcade met een fries versierd met putti, fruitmanden en vruchtenslingers. Het gebouw wordt bekroond door een balustrade met drie obelisken op drie van de hoeken en beelden van klassieke godheden, van de hand van Alessandro Vittoria en andere bekende kunstenaars.
Sansovino wilde oorspronkelijk voor het dak een gewelfconstructie maken, maar in december 1545 stortte het gewelf van de leeszaal in en belandde Jacopo in de gevangenis. Dankzij de voorspraak van enkele goede vrienden (Titiaan en Aretino) werd hij vrijgelaten en hij mocht het werk voortzetten. Wel moest Sansovino zelf de herstelwerkzaamheden bekostigen. Hij heeft toen voor een plat dak gekozen.
De bibliotheek werd in 1553 in gebruik genomen, maar de decoratiewerkzaamheden gingen verder tot in 1560. De bibliotheek en in het bijzonder de leeszaal en het trappenhuis werden prachtig versierd met werken van de bekendste kunstenaars van Venetië zoals Veronese, Titiaan, Alessandro Vittoria, Battista Franco, Giuseppe Porta, Bartolomeo Ammannati en Tintoretto. Na de dood van Jacopo Sansovino werd het gebouw tussen 1582 en 1588 conform het oorspronkelijke ontwerp voltooid door Vincenzo Scamozzi.

### De boekenverzameling
Francesco Petrarca gaf in 1362 de allereerste aanzet tot het oprichten van een openbare bibliotheek in Venetië. Zijn boekenverzameling ging na zijn dood naar de Da Carrara’s, de heren van Padua. Meer dan honderd jaar later, op 31 mei 1468, schonk kardinaal Bessarion, een Byzantijns kerkvorst en geleerde, zijn persoonlijke bibliotheek aan de Serenissima Deze bevatte 885 manuscripten waarvan 548 Griekse en 337 Latijnse, met daarnaast 27 incunabelen. Bessarion stelde als voorwaarde dat de boeken voor publiek gebruik beschikbaar moesten zijn, ad communem hominum utilitatem, en dat de stad de collectie zou onderbrengen in een passend gebouw.
Toen de eerste boeken in 1469 in Venetië aankwamen werden ze ondergebracht in een gebouw aan de ‘Riva degli Schiavoni’ en toevertrouwd aan de zorg van de procuratoren van de San Marco. De bibliotheek breidde sterk uit door een groot aantal schenkingen en legaten en dankzij de integratie van andere bibliotheken in de stad en in de Republiek. Veel boeken zijn afkomstig uit Byzantium, dat op 29 mei 1453 door de Ottomanen werd veroverd.
Bekende schenkingen zijn:
- 1468: Bessarione (548 Griekse codices, 337 Latijnse, en 27 incunabelen)
- 1589: Melchior Wieland (2200 gedrukte boeken).
- 1595: Giacomo Contarini ((schenking werd definitief in 1713 bij het overlijden van de laatste nazaat): 175 manuscripten en 1500 drukwerken).
- 1619: Girolamo Fabrici d'Acquapendente (13 werken met gekleurde anatomische platen).
- 1624: Giacomo Gallicio (20 Griekse manuscripten).
- 1734: Gian Battista Recanati (216 codici, waarvan 48 Griekse, 110 Latijnse, 34 Italiaanse, 23 Franse en 1 beschreven als Illyrisch; met onder meer de ‘Franco-Venetiaanse’ codices van het huis van Gonzaga).
- 1792: Tommaso Giuseppe Farsetti (386 manuscripten in het Latijn en het Italiaans en 1650 gedrukte boeken in het Toscaans en het Italiaans).
- 1797: Jacopo Nani (1000 codices waarvan 2 in het Frans, 309 Griekse, 127 in het Latijn, 164 in het Italiaans en 166 beschreven als Oriëntaals).
- 1814: Girolamo Ascanio Molin (zijn collectie omvatte 2209 zeldzame en waardevolle werken in 3606 delen (met inbegrip van talrijke eerste drukken en incunabelen, aldinen,[4] 3835 prenten, 408 tekeningen, 136 kaarten, 97 cameeën, 73 marmeren beelden, 292 bronzen beelden, 89 stukken aardewerk, 36 ivoren voorwerpen, 29 antieke glazen en 122 andere objecten. Daarbij nog een munt- en medaillecollectie van 9570 stuks van grote historische en documentaire waarde).
- 1819: Iacopo Morelli (uit de erfenis kwamen 600 manuscripten en 1243 convoluten met samengevoegde drukken die in totaal 20.000 werken bevatten. De manuscripten dateren voornamelijk uit de vijftiende en zestiende eeuw. Het overige deel van zijn verzameling werd in 1877 van de erfgenamen aangekocht en bevatte naast Griekse en Latijnse codices ook bundels kaarten).
- 1843: Girolamo Contarini (956 handschriften en ca. 500 gedrukte werken).
- 1861: Karl Ritter von Ghega (274 manuscripten en gedrukte werken).
- 1904: Giovan Battista Cavalcaselle (zijn persoonlijke notities en verslagen van zijn reizen in verband met zijn studie van de kunstgeschiedenis en nog een 500-tal gedrukte werken).
- 1912: Teza (meer dan 30.000 werken voornamelijk over de Oriëntalistiek).
- 1968: Tursi (ongeveer 15.000 werken over het reizen in Italië; het fonds omvat ongeveer 25.000 titels met daarnaast aquarellen, etsen en tekeningen van landschappen en Italiaanse monumenten).

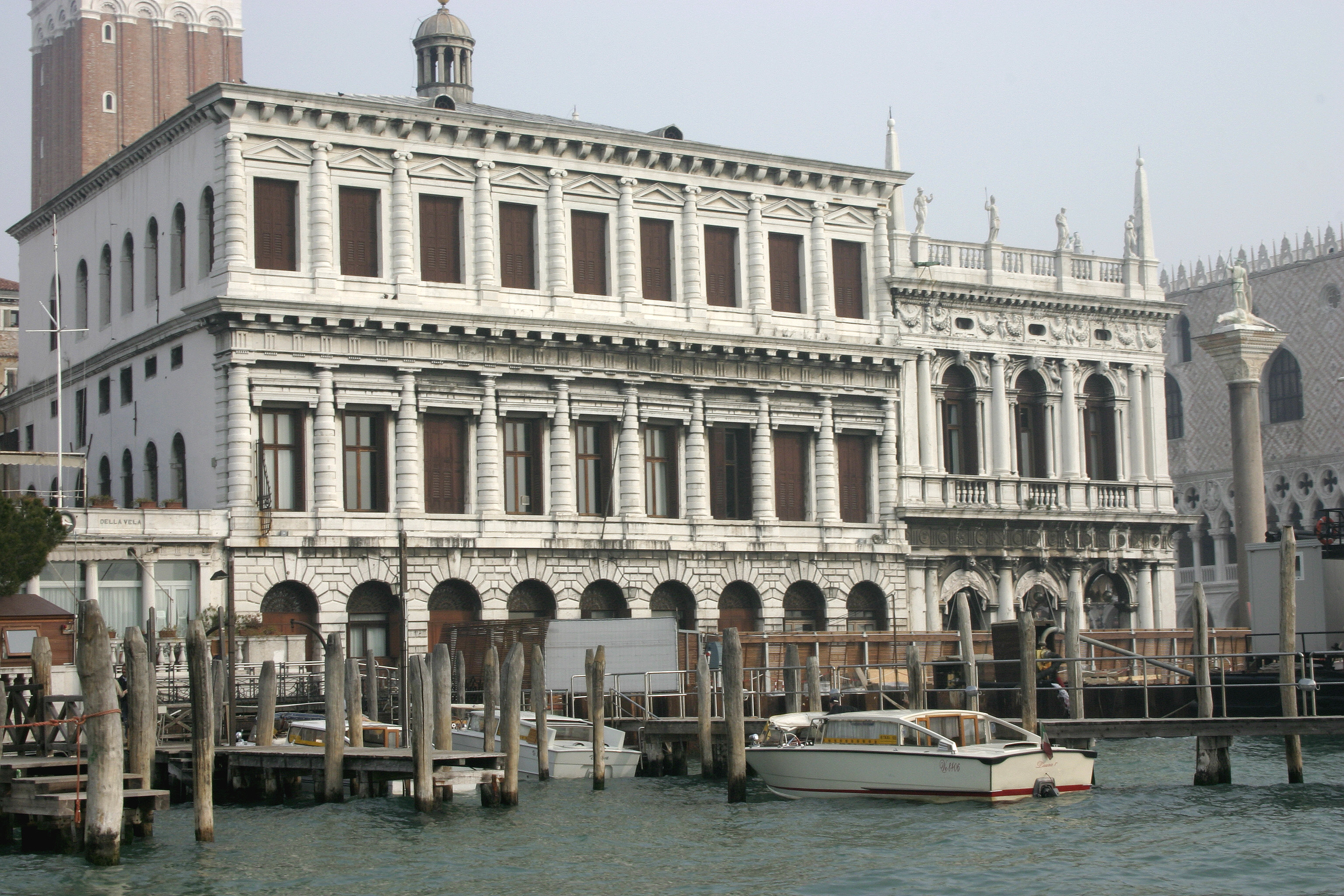
De Zecca, gesticht als muntgebouw, nu deel van de Bibliotheca Marciana

In 1603 werd een wet uitgevaardigd die bepaalde dat van elk boek dat in Venetië gedrukt werd, een exemplaar moest afgestaan worden aan de Marciana. Ook daardoor werd het fonds enorm vergroot.
Na de val van de Venetiaanse republiek in 1797 en de opheffing van de kloosters onder het Napoleonistische regime werden de bibliotheken van een aantal kloosters toegevoegd aan de Marciana, zoals die van het klooster Santi Giovanni e Paolo en van het klooster San Giovanni di Verdara in Padua.
Vandaag de dag beschikt de bibliotheek over:
- 1.000.000 delen
- 13.117 boekdelen met manuscripten
- 4639 niet-gebonden manuscripten
- 2887 incunabelen
- 24.060 zestiende-eeuwse drukwerken

### Huisvesting
Toen de collectie van kardinaal Bessarion in 1469 aankwam werden de boeken opgeslagen in een gebouw op de Riva degli Schiavoni. Daarna verhuisden ze naar de Basiliek van San Marco en vervolgens naar het Dogepaleis. Pas in 1553 werd aan de voorwaarde van Bessarion voldaan en de nieuwe bibliotheek in gebruik genomen. In 1811 werd de ganse collectie overgebracht naar het Dogepaleis. Wegens plaatsgebrek verhuisde de collectie in 1904 nogmaals naar de Zecca. Uiteindelijk was de Zecca ook weer te klein en werd de bibliotheek uitgebreid met het oorspronkelijke gebouw van Jacopo Sansovino.

## Beroemde manuscripten
- Homerus Venetus A (10e eeuw)
- Homerus Venetus B (11e eeuw)

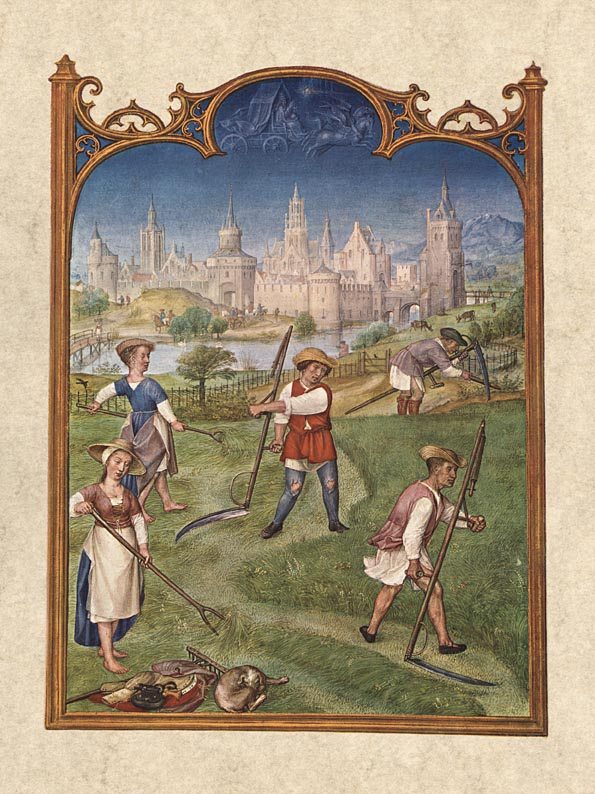
Breviarium Grimani, Gerard Horenbout en Simon Bening - Kalenderminiatuur van de maand juni

- Anthologia Planudea (1299-1301), een bloemlezing van Griekse epigrammen
- Psalterium uit Engeland, 13e eeuw
- Getijdenboek van Maria van Navarra,[5] 14e eeuw, Spaans
- Breviarium Grimani, 16e eeuw, Vlaams
- Getijdenboek naar Utrechts gebruik, 16e eeuw
- Zesenzestig miniaturen bij het 'Poema di Alessandro' van Ahmedi, 15e eeuw, Ottomaanse school
- Missale romanum van de basiliek van San Marco, 14e eeuw, Veneta-Emiliana
- La Divina Commedia van Dante Alighieri afkomstig van San Giorgio Maggiore, eind 14e – begin 15e eeuw
- Historia naturalis van Plinius, gekopieerd rond 1481 door Pico della Mirandola
- Evangeliarium Grimani van 1528 verlucht door Benedetto Bordon en Giulio Clovio.
- Liber de simplicibus van Nicolò Roccabonella en de schilder Andrea Amadio 15e eeuw
- De architectura van Antonio Verulino (il Filarete), 15e eeuw
- Tabulae anatomicae van Girolamo Fabrici d'Acquapendente, 17e eeuw
- Fra Mauro-wereldkaart, een mappa mundi uit 1459

## Bibliothecarissen 1485-1797
- 1485: eerste "Bibliothecarius Sancti Marci" Marco Barbarigo (daarna doge)
- 1485-1486: Agostino Barbarigo (daarna doge)
- 1486-1506: Marc'Antonio Coccia di Vicovaro ook genoemd il Sabellico
- 1515-1529: Andrea Navagero
- 1530-1543: Pietro Bembo
- 1543-1547: Benedetto Ramberti
- 1547-1558: Andrea de' Franceschi tot 1551, daarna John Dempster (Schot)
- 1558-1575: Bernardino Loredan (eerst bibliothecaris in de Bibliotheek van San Marco)
- 1575-1782: Alvise Gradenigo
- 158?-1586: Alvise Pesaro
- 1588-1601: Benedetto Zorzi
- 1601-1602: Niccolò Morosini
- 1611-1623: Giovanni Querini
- 1623-1636: Girolamo Soranzo
- 1636-1648: Giovanni Nani
- 1650-1651: Alvise Contarini
- 1659-1678: Battista Nani
- 1679-1694: Silvestro Valier (daarna doge)
- 1694-1709: Francesco Corner
- 1709-1735: Girolamo Venier
- 1736-1742: Lorenzo Tiepolo
- 1742-1762: Marco Foscarini (daarna doge)
- 1762-1763: Alvise IV Mocenigo (daarna doge)
- 1764-1775: Girolamo Grimani
- 1775-1778: Girolamo Ascanio Giustinian

(vanaf 1775 werd het een driejarig ambt)
- 1778-1780: Girolamo Grimani
- 1781-1782: Girolamo Ascanio Giustinian
- 1784-1786: Alvise II Piero Contarini
- 1786-1789: Francesco Pesaro
- 1789-1791: Girolamo Ascanio Giustinian
- 1791-1794: Zaccaria Vallaresso
- 1794-1797: Francesco Pesaro